# Bulbophyllum nieuwenhuisii
Bulbophyllum nieuwenhuisii là một loài phong lan thuộc chi Bulbophyllum.